# 3362 Khufu

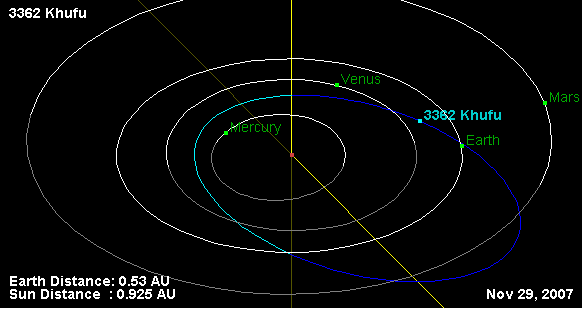
3362 Khufu

3362 Khufu eller 1984 QA är en asteroid som korsar Venus, Jordens och Mars omloppsbanor. Den upptäcktes 30 augusti 1984 av den amerikanska astronomen R. Scott Dunbar och den italienska astronomen Maria A. Barucci vid Palomar-observatoriet. Den är uppkallad efter den egyptiske faraon Khufu.
Asteroiden har en diameter på ungefär 0,7 kilometer och den tillhör asteroidgruppen Aten.